# Șipote
Șipote è un comune della Romania di 5 459 abitanti, ubicato nel distretto di Iași, nella regione storica della Moldavia.
Il comune è formato dall'unione di 6 villaggi: Chișcăreni, Hălceni, Iazu Nou, Iazu Vechi, Mitoc, Șipote.